# Les Manuscrits du déluge

Les Manuscrits du déluge est un drame de Michel Marc Bouchard, créé par le Théâtre du Nouveau Monde le 11 février 2003.

## Résumé
Quelques jours après l'inondation de son village, alors que quantité d'objets hétéroclites surnagent dans un grand désordre, Samuel est rattrapé par son passé. Misant ensemble sur le pouvoir du récit, le vieux Samuel et sa sœur Marthe, Marie-Claire, une amie de Marthe, William et Dorothée tentaient depuis des années de sauvegarder leurs souvenirs en colligeant par écrit les petits et grands événements de leur vie. Mais leurs manuscrits ont disparu dans le chaos qui a suivi la catastrophe. Qui donc aura le courage de ne pas quitter les lieux pour la ville, et d'affronter la remise en ordre du chaos ?

## Acteurs
Mise en scène de Barbara Nativi avec les acteurs suivants :
- Benoît Girard
- Monique Mercure
- Monique Miller
- Gérard Poirier
- Sébastien Ricard
- Louise Turcot